# Покровка (Волгоградская область)
Покровка— село в Ленинском районе Волгоградской области, административный центр Покровского сельского поселения.
Население - 772 (2010)

## История
Дата основания не установлена. Предположительно основано в начале XX века. Село относилось к Солодовской волости Царевского уезда Астраханской губернии. Согласно Памятной книжке Астраханской губернии на 1914 год в селе Покровском проживали 431 мужчина и 411 женщин. За селом было закреплено 30315 десятины удобной и 28262 неудобной земли.
В 1919 году село в составе Царевского уезда было включено в состав Царицынской губернии. В 1928 году село включено в состав Ленинского района Сталинградского округа (округ упразднён в 1930 году) Нижне-Волжского края (с 1934 года - Сталинградского края), с 1936 года - Сталинградской области.

## Общая физико-географическая характеристика
Село расположено в пределах Волго-Ахтубинской поймы, на левых берегах ерика Воложка и Покровского затона реки Волга, на высоте 9 метров ниже уровнем мирового океана. Почвы - пойменные луговые почвы.
По автомобильной дороге расстояние до областного центра города Волгограда составляет 67 км, до районного центра города Ленинска — 36 км, до города Краснослободска - 56 км.
Климат
Климат резко-континентальный, засушливый (согласно классификации климатов Кёппена-Гейгера — Dfa). Среднегодовая температура воздуха положительная и составляет + 8,7 °C, средняя температура самого холодного месяца января - 7,3 °C, самого жаркого месяца июля + 24,7 °C. Расчётная многолетняя норма осадков — 360 мм. Наименьшее количество осадков выпадает в апреле (22 мм), наибольшее в июне (38 мм)
Часовой пояс
Покровка, как и вся Волгоградская область, находится в часовой зоне МСК (московское время). Смещение применяемого времени относительно UTC составляет +3:00.

## Население
| 1914 | 2002 |
| ---- | ---- |
| 842  | 776  |

| 2010 |
| ---- |
| 772  |